# Magny-Jobert
Magny-Jobert är en kommun i departementet Haute-Saône i regionen Bourgogne-Franche-Comté i östra Frankrike. Kommunen ligger i kantonen Lure-Sud som tillhör arrondissementet Lure. År 2022 hade Magny-Jobert 131 invånare.

## Befolkningsutveckling
Antalet invånare i kommunen Magny-Jobert
| Referens: INSEE |